# Henriette Roland Holst

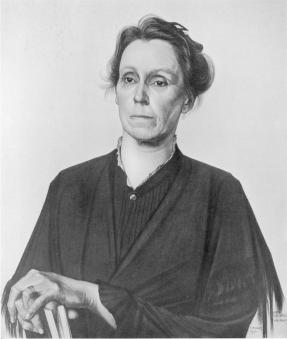
Henriëtte Roland Holst.

Henriëtte Goverdine Anna Roland Holst, född Van der Schalk den 24 december 1869 i Noordwijk, död den 21 november 1952 i Amsterdam, var en holländsk författarinna. Hon var gift med Richard Roland Holst.
Henriette Roland Holst utgav 1896 diktsamlingen Sonnetten (3:e upplagan 1922). Av hennes författarskap bör för övrigt nämnas De nieuwe geboort ('Ny födelse', 1902; 4:e upplagan 1919), Opwaartsche wegen ('Vägar uppåt', 1907; 3:e upplagan 1920), Over leven en schoonheid (1925), de lyriska sorgespelen De opstandelingen ('Upprorsmakarna', 1910; 2:a upplagan 1911) och Thomas More (1912; 3:e upplagan 1921), diktcykeln De vrouw in het woud ('Kvinnan i skogen', 1912; 3:e upplagan 1923) och De voorwaarden tot hernieuwing der dramatische kunst ('Villkoren för en förnyelse av den dramatiska konsten', 1924). 
År 1915 stiftade hon Het revolutionnairsocialistisch verbond och hon skrev propagandaskrifter i socialistisk-kommunistisk anda.